# هونوريو ديلغادو
هونوريو ديلغادو (بالإسبانية: Honorio Delgado)‏ هو فيلسوف وطبيب نفسي بيروفي، ولد في 26 سبتمبر 1892 في أريكيبا في بيرو، وتوفي في 28 نوفمبر 1969 في ليما في بيرو.